# Saltos ornamentais nos Jogos Olímpicos de Verão de 2016
As provas de saltos ornamentais nos Jogos Olímpicos de Verão de 2016, no Rio de Janeiro, foram realizadas no Parque Aquático Maria Lenk, na Barra da Tijuca, no período de 7 a 20 de agosto de 2016. Oito provas em quatro modalidades, masculinas e femininas, nas quais competiram até 136 atletas, metade de cada sexo, distribuíram medalhas.

## Eventos
Quatro modalidades são disputados nos Jogos Olímpicos:
- Salto individual de trampolim de 3 m
- Salto sincronizado de trampolim de 3 m
- Salto individual de plataforma de 10 m
- Salto sincronizado de plataforma de 10 m

## Qualificação
Cada Comitê Olímpico Nacional (CON) pôde inscrever dezesseis atletas, no máximo dois por evento individual e uma dupla por evento sincronizados.
Para os eventos individuais, se classificaram os seguintes saltadores:
- os doze melhores colocados em cada evento durante o Campeonato Mundial de 2015,
- os cinco campeões continentais em cada evento, e
- até 18 semifinalistas da Copa do Mundo de 2016.

Para os eventos sincronizados (duplas), se classificaram os seguintes saltadores:
- os três melhores colocados em cada evento durante o Campeonato Mundial de 2015,
- os quatro melhores colocados em cada evento da Copa do Mundo de 2016, e
- o país sede (Brasil).[2]

## Formato da competição

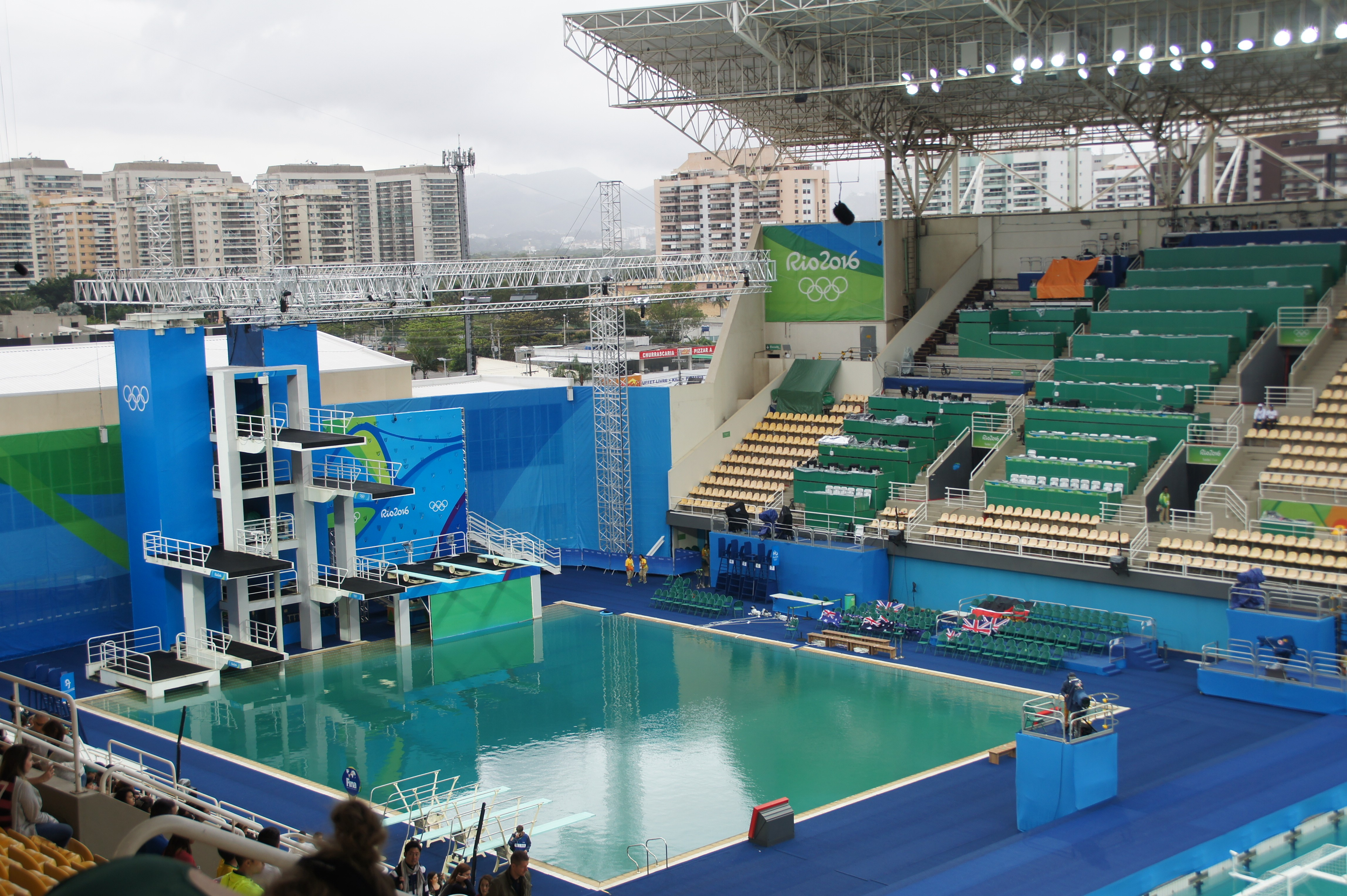
Todas as provas foram realizadas no Parque Aquático Maria Lenk.

O formato de disputa foi diferente entre as competições individuais e sincronizadas, mas com uma base comum: os saltadores executaram séries compostas por cinco (feminino) e seis (masculino) saltos, cada um avaliado por um painel de jurados:
Eventos individuais
A provas individuais foram disputadas em três fases, nas quais cada atleta realiza uma série de saltos, cinco no feminino e seis no masculino.
Um painel de sete juízes julgou cada salto. Na fase preliminar foram dois painéis: o primeiro para as três primeiras rodadas e o segundo painel para as rodadas restantes. As duas notas mais altas e as duas mais baixas são descartadas, somaram-se as três notas restantes e multiplicou-se a soma pelo grau de dificuldade para obter a pontuação do salto. Na semifinal e na final, somente juízes neutros, cujos países não tenham estado representados, foram autorizados a participar.
A pontuação de cada atleta, em cada fase, resultou da soma de todos os saltos realizados. Nenhuma pontuação foi transportada de uma fase para outra. Nos eventos individuais, não houve limite fixado para o grau de dificuldade dos saltos.
Na fase preliminar, a ordem dos saltos foi determinada por sorteio computadorizado, durante a Reunião Técnica, e seguiu em rotação até que todos os atletas tenham cumprido suas séries. Os dezoito atletas com as pontuações mais elevadas na fase preliminar avançaram para a semifinal, além dos eventuais atletas empatados na décima oitava posição.
Na semifinal os atletas saltaram na ordem inversa da classificação  da fase preliminar. Os doze melhores avançaram para a final, além de eventuais atletas empatados na décima segunda posição. A ordem dos saltos na final foi a inversa da classificação das semifinais.
Eventos sincronizados
O salto sincronizado é realizado por uma dupla de atletas que salta simultaneamente. Apenas oito duplas participaram nestas provas, diretamente na fase final, nas quais cada dupla realizou uma série de saltos (cinco no feminino e seis no masculino), sendo que os saltos são escolhidos entre cinco grupos diferentes. Aos dois primeiros saltos, no entanto, é atribuído grau de dificuldade máximo de nível 2,0, independente do salto realizado.
Um painel de onze juízes julgou cada salto. O painel esteve dividido em dois grupos: três juízes avaliaram a execução de cada um dos atletas, enquanto os outros cinco juízes avaliaram a sincronização. As pontuações mais alta e mais baixa de cada grupo de juízes foram descartadas, restando as pontuações de cinco juízes, cuja soma foi multiplicada pelo grau de dificuldade do salto, resultando na pontuação do salto. A soma de todos os saltos resulta na pontuação final de cada dupla.

## Calendário
| Datas             | Domingo 7 ago | Segunda 8 ago | Terça 9 ago | Quarta 10 ago | Quinta 11 ago | Sexta 12 ago | Sábado 13 ago | Domingo 14 ago | Segunda 15 ago | Terça 16 ago | Terça 16 ago | Quarta 17 ago | Quinta 18 ago | Quinta 18 ago | Sexta 19 ago | Sábado 20 ago | Sábado 20 ago |
| Masculino         | Masculino     | Masculino     | Masculino   | Masculino     | Masculino     | Masculino    | Masculino     | Masculino      | Masculino      | Masculino    | Masculino    | Masculino     | Masculino     | Masculino     | Masculino    | Masculino     | Masculino     |
| ----------------- | ------------- | ------------- | ----------- | ------------- | ------------- | ------------ | ------------- | -------------- | -------------- | ------------ | ------------ | ------------- | ------------- | ------------- | ------------ | ------------- | ------------- |
| Sincronizado 10 m |               | Final         |             |               |               |              |               |                |                |              |              |               |               |               |              |               |               |
| Sincronizado 3 m  |               |               |             | Final         |               |              |               |                |                |              |              |               |               |               |              |               |               |
| Trampolim 3 m     |               |               |             |               |               |              |               |                | Prel.          | Semi         | Final        |               |               |               |              |               |               |
| Plataforma 10 m   |               |               |             |               |               |              |               |                |                |              |              |               |               |               | Prel.        | Semi          | Final         |
| Feminino          |               |               |             |               |               |              |               |                |                |              |              |               |               |               |              |               |               |
| Sincronizado 3 m  | Final         |               |             |               |               |              |               |                |                |              |              |               |               |               |              |               |               |
| Sincronizado 10 m |               |               | Final       |               |               |              |               |                |                |              |              |               |               |               |              |               |               |
| Trampolim 3 m     |               |               |             |               |               | Prel.        | Semi          | Final          |                |              |              |               |               |               |              |               |               |
| Plataforma 10 m   |               |               |             |               |               |              |               |                |                |              |              | Prel.         | Semi          | Final         |              |               |               |

## Medalhistas
Masculino
| Evento                                | Ouro                                      | Prata                                          | Bronze                                       |
| ------------------------------------- | ----------------------------------------- | ---------------------------------------------- | -------------------------------------------- |
| Trampolim 3 m individual detalhes     | Cao Yuan CHN China                        | Jack Laugher GBR Grã-Bretanha                  | Patrick Hausding GER Alemanha                |
| Trampolim 3 m sincronizado detalhes   | Chris Mears Jack Laugher GBR Grã-Bretanha | Sam Dorman Michael Hixon USA Estados Unidos    | Cao Yuan Qin Kai CHN China                   |
| Plataforma 10 m individual detalhes   | Chen Aisen CHN China                      | Germán Sánchez MEX México                      | David Boudia USA Estados Unidos              |
| Plataforma 10 m sincronizado detalhes | Chen Aisen Lin Yue CHN China              | David Boudia Steele Johnson USA Estados Unidos | Tom Daley Daniel Goodfellow GBR Grã-Bretanha |

Feminino
| Evento                                | Ouro                             | Prata                                         | Bronze                                       |
| ------------------------------------- | -------------------------------- | --------------------------------------------- | -------------------------------------------- |
| Trampolim 3 m individual detalhes     | Shi Tingmao CHN China            | He Zi CHN China                               | Tania Cagnotto ITA Itália                    |
| Trampolim 3 m sincronizado detalhes   | Shi Tingmao Wu Minxia CHN China  | Tania Cagnotto Francesca Dallapé ITA Itália   | Maddison Keeney Anabelle Smith AUS Austrália |
| Plataforma 10 m individual detalhes   | Ren Qian CHN China               | Si Yajie CHN China                            | Meaghan Benfeito CAN Canadá                  |
| Plataforma 10 m sincronizado detalhes | Chen Ruolin Liu Huixia CHN China | Cheong Jun Hoong Pandelela Rinong MAS Malásia | Meaghan Benfeito Roseline Filion CAN Canadá  |

## Quadro de medalhas

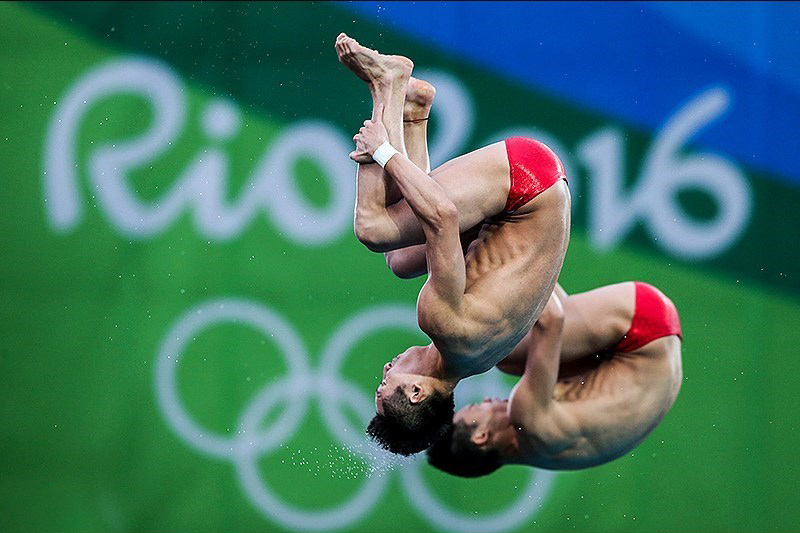
A China de Chen Aisen e Lin Yue conquistou sete das oito medalhas de ouro em disputa.

| Ordem | País               | Medalha de ouro | Medalha de prata | Medalha de bronze |    | Ordem por total |
| ----- | ------------------ | --------------- | ---------------- | ----------------- | -- | --------------- |
| 1     | CHN China          | 7               | 2                | 1                 | 10 | 1               |
| 2     | GBR Grã-Bretanha   | 1               | 1                | 1                 | 3  | 2               |
| 3     | USA Estados Unidos |                 | 2                | 1                 | 3  | 2               |
| 4     | ITA Itália         |                 | 1                | 1                 | 2  | 4               |
| 5     | MAS Malásia        |                 | 1                |                   | 1  | 6               |
|       | MEX México         |                 | 1                |                   | 1  | 6               |
| 7     | CAN Canadá         |                 |                  | 2                 | 2  | 4               |
| 8     | AUS Austrália      |                 |                  | 1                 | 1  | 6               |
|       | GER Alemanha       |                 |                  | 1                 | 1  | 6               |
| TOTAL | TOTAL              | 8               | 8                | 8                 | 24 | —               |